# エステティック
エステティック（仏: Esthétique）とは、美学を意味する西洋の言葉である。英語では、Aesthetic（エスセティック、アメリカ英語: Esthetic ）。略語のエスシート（aesthete 、 esthete）は（しばしば嘲り的に）耽美主義者、唯美主義者 (aestheticist、estheticist) を意味する。
英語Aestheticの語源であるラテン語Aestheticaの本来の意味は「感性的なものの学」であり、この語源と訳は、ドイツの哲学者Alexander Gottlieb Baumgarten(アレクサンダー・ゴットリープ・バウムガルテン：1714-1762)が、「感性的認識の学が、美について考察する学、即ちAesthetica・美学である」と定義した事から、哲学の領域から発生した学問、美学を語源とする用語である。従って、聖書「エステル記」の登場人物であるエステル(Esther)は語源ではない。
日本では独自にエステと略し、エステティックサロンや美容術をさす。

## 歴史
日本国内においては、古くは明治時代より行われていた「美顔術」と呼ばれる女性向けのフェイシャルケア (Facial care) がエステの発端とされる。時代を通じて女性の美の追求は行われていたが、国民所得にゆとりができた1970年代から特に盛んになり、顔に留まらず、全身按摩、脱毛など様々な行為と同時に、美容に留まらず慰安も提供するエステティックという言葉が広がったと考えられる。
- 1949年（昭和24年） - 美容家の芝山みよかが東京の銀座に美顔専門美容室を開業。これが日本のエステティックサロンの始まりとされる[1]。
- 1996年（平成8年） - 日本エステティック協会、日本エステティック業協会(AEA)の2団体による日本エステティック連合が発足（その後、日本エステティック工業会などを加え計8団体となる）。
- 1999年（平成11年） - 日本エステティック連合による美容電気脱毛技能検定試験がスタート。
- 2002年（平成14年） - 日本標準産業分類に登録。
- 2003年（平成15年） - NPO法人日本エステティック機構が設立。
- 2007年（平成19年） - 日本エステティック連合が解散。
- 2007年（平成19年） - 日本エステティック協会、日本エステティック業協会(AEA)、日本エステティック工業会の3団体で日本エステティック振興協議会が設立。

## 日本の資格
美容行為やマッサージを行うのは、美容師免許やあん摩マッサージ指圧師免許が必要である。施術者が無資格の場合、保健所に通報され指導が入る。
また、美容所として、保健所へ届ける義務がある。

## クーリングオフ
エステティックは特定商取引法の特定継続的役務提供指定役務とされており、クーリングオフが認められている。
高額のクレジット契約を結んで会員になったにもかかわらず、倒産によりサービスが提供されなかったが、クレジット会社は別であるために支払いのみは要求された、あるいは何の訓練も受けていない素人同然のエステティシャン（英: Esthetician）により施されたサービスで身体に不調が出たなど、サービスや支払いを巡ってトラブルになることも多い。